# Septyma
Septyma – interwał prosty zawarty między siedmioma kolejnymi stopniami skali muzycznej. W szeregu zasadniczym naturalnie występują septyma wielka i septyma mała. Zastosowanie znaków chromatycznych pozwala zmienić jej rozmiar.

## Rodzaje
| Nazwa                                                | Opis | Przykład       |
| ---------------------------------------------------- | --- | -------------- |
| Septyma mała Posłuchaj: melodycznieⓘ harmonicznieⓘ   | Septyma o rozmiarze dziesięciu półtonów. Występuje naturalnie w szeregu zasadniczym (D-c, E-d, G-f, A-g, H-a). Jest dysonansem. W przewrocie otrzymuje się sekundę wielką (2). Oznaczenie: 7. | Septyma mała   |
| Septyma wielka Posłuchaj: melodycznieⓘ harmonicznieⓘ | Septyma o rozmiarze jedenastu półtonów. Występuje naturalnie w szeregu zasadniczym (c-h, f-e¹). Jest dysonansem. W przewrocie otrzymuje się sekundę małą (2>). Oznaczenie: 7<.                | Septyma wielka |

### Interwały pochodne
| [1] [C] 7>>>>  |
| -------------- |
| [2] 6          |
| [3] 2<<<       |
| [4] [B] tryton |
| [5] Hisis-ases |

| [1] [C] 7>>> |
| ------------ |
| [2] 7        |
| [3] 2<<<     |
| [4] 5        |
| [5] His-ases |

| [1] [C] 7>> |
| ----------- |
| [2] 8       |
| [3] 2<<     |
| [4] 6<      |
| [5] H-ases  |

| [1] [C] 7> |
| ---------- |
| [2] 9      |
| [3] 2<     |
| [4] 6      |
| [5] H-as   |

| [1] [C] 7<< |
| ----------- |
| [2] 12      |
| [3] 2>>     |
| [4] 8       |
| [5] c-his   |

| [1] [C] 7<<< |
| ------------ |
| [2] 13       |
| [3] 2>>>     |
| [4] 9>       |
| [5] c-hisis  |

| [1] [C] 7<<<< |
| ------------- |
| [2] 14        |
| [3] 2>>>>     |
| [4] 9         |
| [5] ces-hisis |

| [1] [C] 7<<<<<  |
| --------------- |
| [2] 15          |
| [3] 2>>>>>      |
| [4] 10>         |
| [5] ceses-hisis |

Objaśnienia do tabeli:

[1] – oznaczenie interwału

[2] – rozmiar interwału w półtonach

[3] – przewrót interwału

[4] – najprostszy interwał o takim samym brzmieniu

[5] – przykład

[B] – tryton to (sprowadzając do najprostszego interwału) kwarta zwiększona lub kwinta zmniejszona

[C] – należy pamiętać, że septymę małą oznacza się jako 7, a wielką jako 7<

### Uwaga
W przypadku septymy ulega zmianie sposób oznaczania małego i wielkiego interwału. Septymę małą oznaczamy 7 (w przeciwieństwie do np. seksty małej 6>), zaś septymę wielką oznaczamy 7< (sekstę wielką oznaczamy 6).
W notacji akordów stosuje się także następujące oznaczenia septymy wielkiej:
- maj7
- 7Δ lub Δ
- 7+